# سالن ورزشی شهید حیدریان
سالن ورزشی شهید حیدریان، یک سالن سرپوشیده ورزشی است که در شهر قم واقع شده‌است. این سالن، به عنوان ورزشگاه خانگی باشگاه فوتسال سوهان محمد سیما قم و باشگاه بسکتبال شیمیدر قم  مورد استفاده قرار گرفته و دارای گنجایش ۲،۰۰۰ نفری است.
زمین این مجموعه ورزشی از اوقاف حرم فاطمه معصومه می‌باشد.